# Leucipo
Leucipo de Abdera (em grego clássico: Λεύκιππος; primeira metade do século V a.C.) foi um filósofo grego. Tradicionalmente, Leucipo é considerado o mestre de Demócrito de Abdera e, talvez, o verdadeiro criador do atomismo (segundo a tese de Aristóteles), que relatava que uma matéria pode ser dividida até chegar a uma pequena partícula indivisível chamada átomo.
Sobre suas origens praticamente nada é conhecido, mas o lugar mais provável de seu nascimento é Mileto na Ásia Menor; em seguida mudou-se para Abdera. Parece ter sido contemporâneo de Anaxágoras de Clazômenas e de Sócrates. A tradição lhe atribui a autoria de um único livro intitulado A grande ordem do mundo, também chamada Grande Cosmologia, um texto muito diferente da Pequena Cosmologia de Demócrito. Talvez tenha escrito um segundo livro, que teria se chamado Sobre o espírito, mas este escrito pode ter sido apenas um capítulo da obra anterior.